# Nimbacinus
Nimbacinus — род вымерших сумчатых, включающий два вида плотоядных четвероногих сумчатых из Австралии. Название рода объединяет Nimba и cinus, происходящее от слова, означающего «маленький» на языке коренного народа waanyi, живущего в районе местонахождения окаменелостей Riversleigh, и древнегреческого слова kynos, означающего «собака».

## Виды
- † Nimbacinus dicksoni Muirhead & Archer, 1990 (поздний олигоцен — миоцен) typus[1]
- † Nimbacinus richi Murray & Megirian, 2000 (средний миоцен)[2]